# Juan Bautista Ceballos
 (septembre 2024).
Si vous disposez d'ouvrages ou d'articles de référence ou si vous connaissez des sites web de qualité traitant du thème abordé ici, merci de compléter l'article en donnant les références utiles à sa vérifiabilité et en les liant à la section « Notes et références ».
Pour les articles homonymes, voir Ceballos.
Juan Bautista Ceballos, né le 13 mai 1811 à Durango et mort le  20 août 1859 à Paris, est un homme politique mexicain qui est président du Mexique à titre provisoire de janvier à février 1853,.

## Biographie

### Famille et formation
Ceballos est né le matin du 13 mai 1811 dans la ville et municipalité de Durango. Troisième fils d'une famille avec une bonne situation économique dirigée par ses parents, Juan Fernando Ceballos et María Manuela Gómez Sañudo. 
Son frère aîné, Gregorio Ceballos, est gouverneur par intérim du Michoacán en 1852. Avec la mort de son grand-père maternel en 1819 ; Sa famille déménage de Durango à Valladolid. Il y accomplit toutes ses études fondamentales et supérieures, culminant lorsqu'il obtient son diplôme en droit au Colegio de San Nicolás Obispo en 1835. Pendant ses études universitaires, il se lie d'amitié avec Melchor Ocampo et Santos Degollado. Ceballos est caractérisé comme un avocat énergique et libéral.

### Carrière politique
Ceballos commence à progresser dans sa carrière d'avocat et à occuper divers postes publics. Il est élu député fédéral en 1842 puis réélu 1847. La même année, il devient secrétaire général du gouvernement auprès de son ami Melchor Ocampo (1845-1848). Il est une troisième fois élu député en 1851. 
Libéral-modéré, il participe à plusieurs congrès et devient gouverneur du Michoacán ; et administre cet État selon les principes et les institutions républicaines. Il est également magistrat de la Cour suprême de justice et en devient son président le 14 mai 1852, par nominations de Mariano Arista. Son action la plus marquante durant cette période est la protestation contre le décret du 21 septembre supprimant la liberté de la presse.

### Président du Mexique

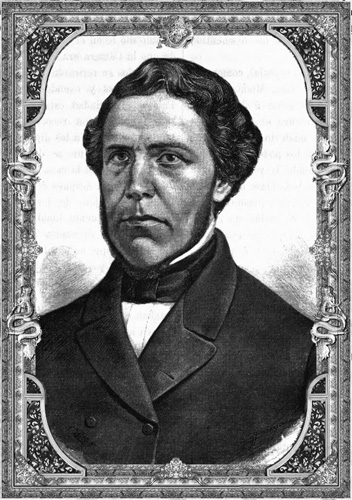
Portrait de Ceballos.

Le président Arista quitte le pouvoir après la conspiration du plan Hospicio et envoie sa lettre de démission au Congrès le 5 janvier 1853. En partant, il recommande au congrès la nomination de Ceballos à la tête du gouvernement, en tant que président de la Cour suprême de justice, pendant que le Congrès convoque de nouvelles élections. 
Le 6 janvier 1853, Ceballos est officiellement désigné président par le Congrès.
Son premier acte est de dissoudre les deux chambres du Congrès, afin d’éviter que ces dernières ne suspendent les élections et ne proposent pas le pouvoir à l’ancien président Antonio López de Santa Anna ; Députés et sénateurs s’opposent farouchement à cette décision et lancent un appel à la garnison de Mexico sous le commandement du général Manuel María Lombardini à se révolter pour soutenir le retour de Santa Anna. La pression est telle que Ceballos est contraint de négocier. Pour calmer les passions, il organise une réunion de notables composée de représentants du clergé, de l'armée, de magistrats, de propriétaires, de commerçants et d'industriels.
Le conseil d'administration convient de nommer un président qui exercerait un mandat d'un an ; à la fin de l'année, le Congrès déciderait du sort de la nation. Cependant, les troubles politiques s’accentuent et pour éviter des effusions de sang inutiles, conscient du danger et des conséquences de la nouvelle révolte pour la société, Juan Bautista Ceballos décide de démissionner le 8 février 1853. 

### Fin de vie
Ceballos laisse le pouvoir aux mains de Lombardini, qui propose de le réintégrer dans ses fonctions de président de la Cour suprême de justice. Mais lorsque Lombardini offre le pouvoir à Santa Anna, Ceballos renonce à la magistrature. Fidèle à sa tendance monarchique, Santa Anna, devenu dictateur à vie, propose de nommer Ceballos chevalier de l'Ordre de Guadalupe le 22 novembre 1853. Deux jours plus tard, Ceballos donne sa réponse, refuse la nomination en arguant qu'elle va à l'encontre de ses principes et qu'il considère l'institution de cet ordre inappropriée dans un pays républicain.
Après l’éclatement de la guerre de réforme en 1857, Ceballos quitte le Mexique et s'installe à Paris, dans une modeste demeure située au 24 rue Louis-le-Grand, où il meurt à l'âge de 48 ans, le 28 août 1859. 